# 尾本信平
尾本 信平（おもと しんぺい、明治41年（1908年）10月17日 - 平成11年（1999年）4月19日）は、三井金属（現・三井金属鉱業）社長・会長・名誉相談役。

## 経歴
- 1908年 千葉県夷隅郡大多喜町で生まれる。
- 1933年 東京商科大学本科（現・一橋大学）を卒業。
- 1933年 三井鉱山に入社。
- 1958年 三井金属鉱業取締役。
- 1960年 常務取締役。
- 1964年 代表取締役副社長。
- 1970年 代表取締役社長。
- 1979年 代表取締役会長。
- 1981年 相談役。
- 1984年 名誉相談役。

## 受章
- 1970年 藍綬褒章。
- 1980年 勲一等瑞宝章。

## その他
- 地元大多喜の大多喜城讃歌の詩を書いた。
- 尾本紀行という本を書いたが非売品である。